# Gmina Häädemeeste
Gmina Häädemeeste (est. Häädemeeste vald) – gmina wiejska w Estonii, w prowincji Parnawa.
W skład gminy wchodzą:
- Alevik: Häädemeeste.
- 20 wsi: Arumetsa, Ikla, Jaagupi, Kabli, Krundiküla, Majaka, Massiaru, Metsapoole, Nepste, Orajõe, Papisilla, Penu, Pulgoja, Rannametsa, Sooküla, Soometsa, Treimani, Urissaare, Uuemaa i Võidu.